# Seiji Togo Memorial Sompo Japan Nipponkoa Museum of Art
Seiji Togo Memorial Sompo Japan Nipponkoa Museum of Art (jap. 東郷青児記念 損保ジャパン日本興亜美術館 Tōgō Seiji Kinen Sompo Japan Nipponkōa Bijutsukan) – muzeum sztuk pięknych w Tokio, usytuowane na 42. piętrze wieżowca Sompo Japan Nipponkoa Head Office Building. Muzeum posiada w swoich zbiorach prace artystów japońskich i zagranicznych.

## Historia

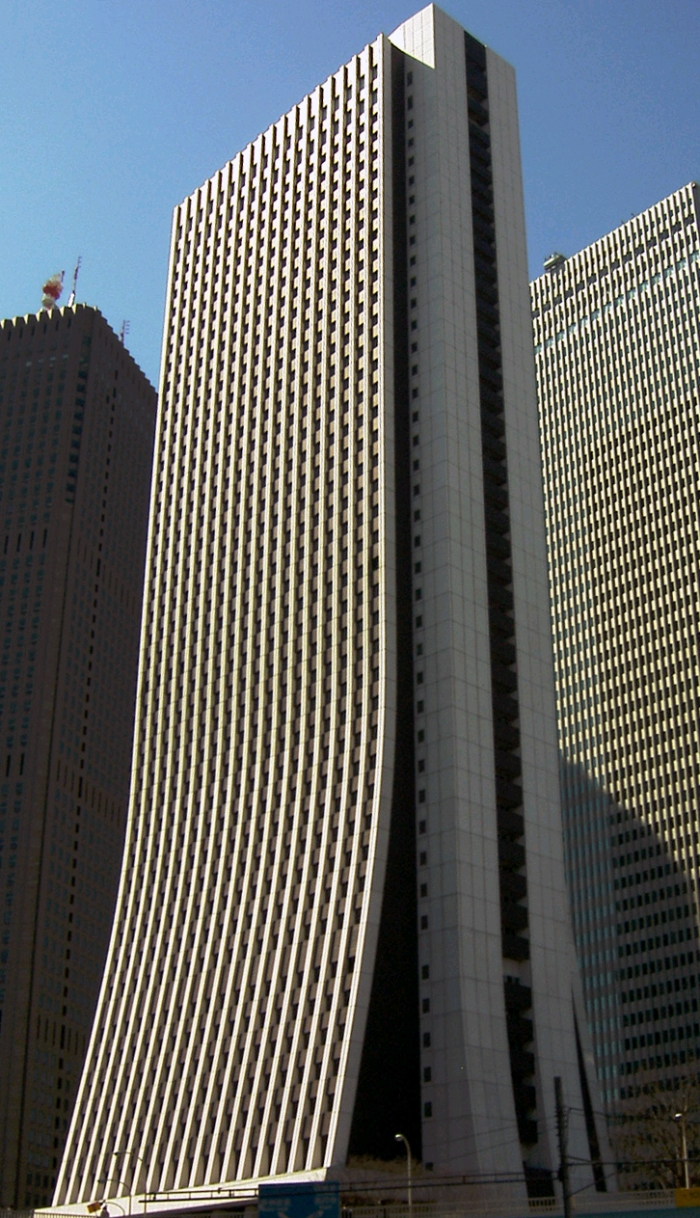
Wieżowiec Sompo Japan

Muzeum zostało otwarte w czerwcu 1976 roku na 42. piętrze wieżowca Sompo Japan Nipponkoa Building, zbudowanego w latach 70. XX w. w centrum tokijskiej dzielnicy Shinjuku przez firmę ubezpieczeniową Yasuda Fire and Marine Insurance Co., Ltd. Muzeum nosiło wówczas nazwę Yasuda Kasai Fine Art Foundation. 
Podstawę zbiorów muzealnych stanowią prace znanego japońskiego artysty Seiji Tōgō (1897–1978), związanego przez całe swoje życie z Yasuda Fire. Popierając ideę otwarcia galerii sztuki, Tōgō ofiarował dla przyszłego muzeum ok. 200 swoich prac oraz ponad 250 dzieł japońskich i zagranicznych artystów.
Dzieła Tōgō, namalowane pomiędzy rokiem 1914 a 1977, są wystawiane w muzeum przez większość roku, umożliwiając kompleksowe i szczegółowe zapoznanie się z unikalnym stylem i wszechstronną twórczością jednego z najważniejszych japońskich artystów tworzących w stylu zachodnim. Obok kolekcji Tōgō eksponowane są również współczesne prace artystów japońskich i zagranicznych. Organizuje się także wystawy okresowe mające na celu promowanie sztuki i wymiany międzynarodowej.
Oprócz tego Sompo Japan Fine Art Foundation prowadzi działalność sponsorską i przyznaje szereg nagród. Od momentu powstania muzeum Sompo Japan rozszerzyło swoją kolekcję z około 450 eksponatów do ok. 640 w czerwcu 2001. Wśród nowo pozyskanych dzieł znalazły się prace zarówno artystów japońskich (Grandma Moses, Tsuguharu Fujita, Ryūsei Kishida, Kayō Yamaguchi), jak i zagranicznych (Pierre-Auguste Renoir).
Ozdobą zbiorów muzealnych stały się obrazy postimpresjonistów: Słoneczniki Vincenta van Gogha (od października 1987), Allée des Alyscamp Paula Gauguina (od stycznia 1989) i Jabłka i serwetka Paula Cézanne’a (od stycznia 1990).
Niezależnie od zbiorów muzeum oferuje zwiedzającym imponujący widok na Tokio ze specjalnej galerii widokowej.

## Galeria

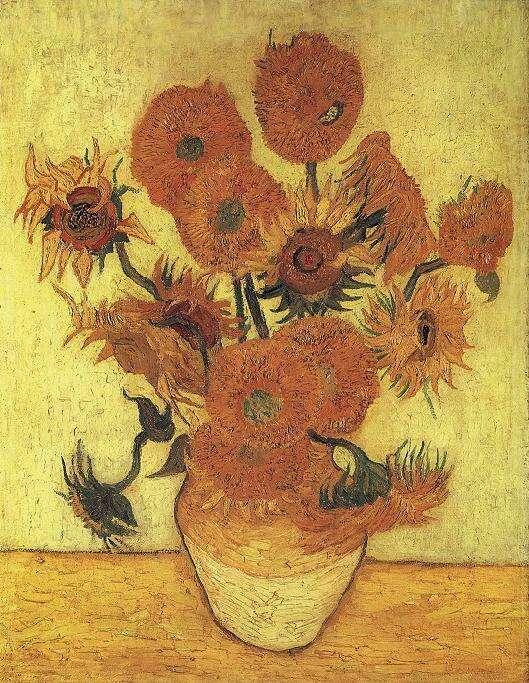
Vincent van Gogh, Martwa natura: wazon z piętnastoma słonecznikami, 1889
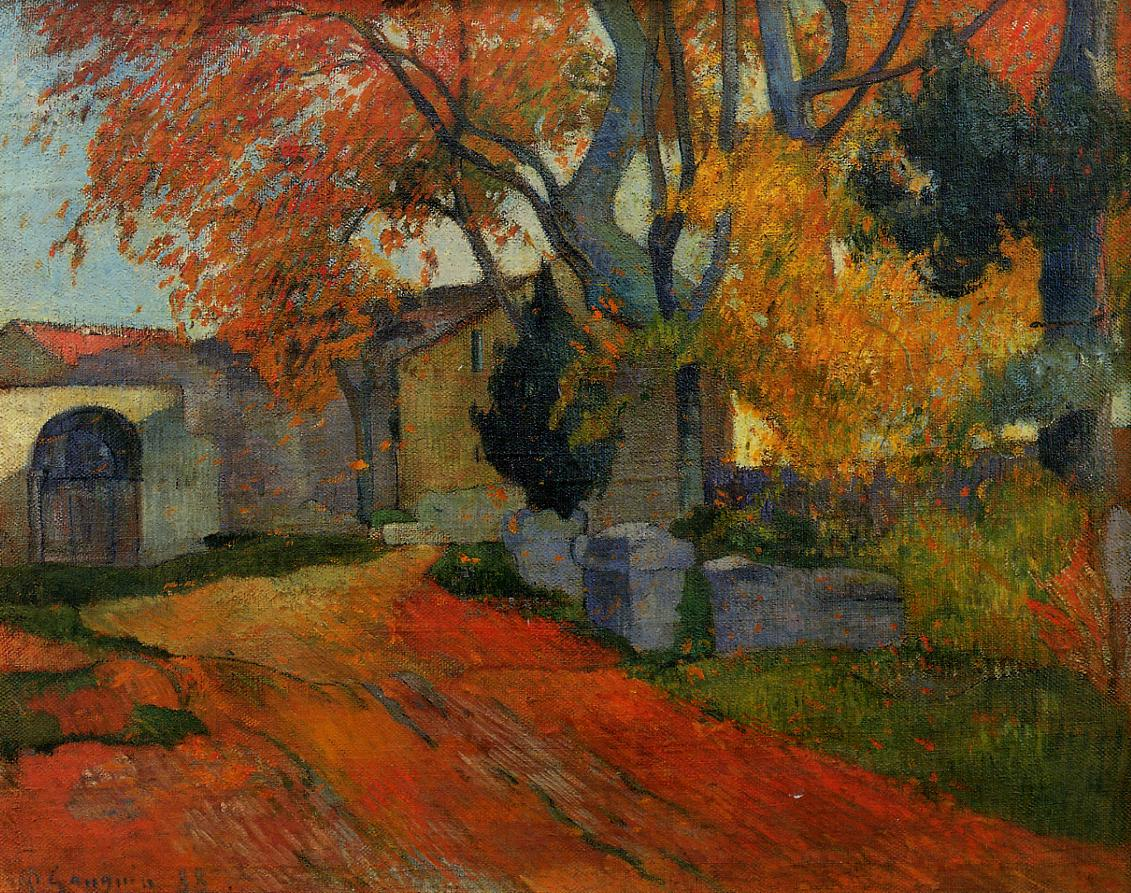
Paul Gauguin, Allée des Alyscamp, 1888
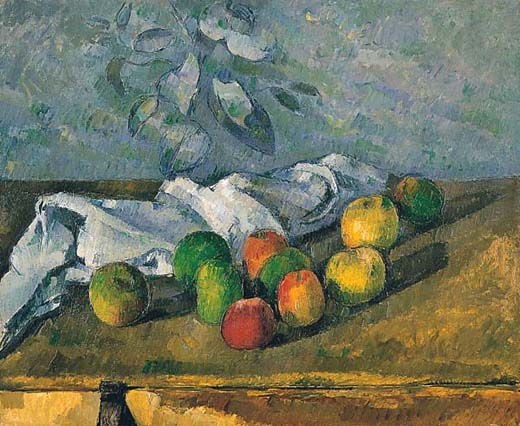
Paul Cézanne, Jabłka i serwetka, 1879–1882